# Municipio de Diggins
El municipio de Diggins (en inglés: Diggins Township) es un municipio ubicado en el condado de Webster en el estado estadounidense de Misuri. En el año 2010 tenía una población de 2552 habitantes y una densidad poblacional de 25,25 personas por km².

## Geografía
El municipio de Diggins se encuentra ubicado en las coordenadas 37°11′00″N 92°51′32″O / 37.18333, -92.85889. Según la Oficina del Censo de los Estados Unidos, el municipio tiene una superficie total de 101.07 km², de la cual 100,91 km² corresponden a tierra firme y (0,16 %) 0,16 km² es agua.

## Demografía
Según el censo de 2010, había 2552 personas residiendo en el municipio de Diggins. La densidad de población era de 25,25 hab./km². De los 2552 habitantes, el municipio de Diggins estaba compuesto por el 90,52 % blancos, el 8,54 % eran afroamericanos, el 0,04 % eran amerindios, el 0,12 % eran asiáticos, el 0,08 % eran de otras razas y el 0,71 % eran de una mezcla de razas. Del total de la población el 0,35 % eran hispanos o latinos de cualquier raza.